# Gabriel Sigua
Gabriel Sigua (en géorgien : გაბრიელ სიგუა), né le 30 juin 2005 à Roustavi en Géorgie, est un footballeur international géorgien. Il évolue au poste de milieu central au FC Lausanne-Sport, en prêt du FC Bâle.

## Biographie

### En club
Né à Roustavi en Géorgie, Gabriel Sigua est formé par l'un des clubs de la capitale du pays, le Dinamo Tbilissi. Il joue son premier match de championnat le 20 août 2022, lors d'une rencontre face au FC Dila Gori. Il entre en jeu et se fait remarquer en délivrant une passe décisive. Son équipe s'impose par trois buts à zéro,. 
Il est sacré champion de Géorgie en 2022,.
Le 25 juillet 2023, Gabriel Sigua rejoint la Suisse afin de s'engager en faveur du FC Bâle. Il signe un contrat courant jusqu'en juin 2028.
Il est prêté au FC Lausanne-Sport lors de la saison 2025-2026.

### En sélection
En juin 2021, Gabriel Sigua est convoqué pour la première fois avec l'équipe de Géorgie des moins de 17 ans. Avec cette sélection il joue un total de treize matchs et inscrit quatre buts entre 2021 et 2022. Il officie également comme capitaine de cette sélection à six reprises.
Il représente l'équipe de Géorgie des moins de 18 ans à partir d'avril 2022.
Gabriel Sigua joue son premier match avec l'équipe de Géorgie espoirs le 16 novembre 2022 face à Israël. Il entre en jeu ce jour-là et se fait remarquer en se faisant expulsé en écopant d'un second carton jaune. Son équipe s'incline par deux buts à un.
En mars 2023, Gabriel Sigua est convoqué pour la première fois avec l'équipe nationale de Géorgie par le sélectionneur Willy Sagnol.
Le 22 mai 2024, il fait partie de la liste des 26 joueurs convoqués par Willy Sagnol pour disputer l'Euro 2024.

## Palmarès
Dinamo Tbilissi
- Champion de Géorgie (1) :
  - Champion : 2022.